# Balkeröd
Balkeröd är en ort i Valla socken i Tjörns kommun i Bohuslän. Orten var till och med år 2005 klassad som en småort. Från 2015 avgränsas här åter en småort.